# Nápravné znásilnění
Nápravné znásilnění je zločin z nenávisti spočívající v účelovém znásilnění jednotlivce nebo skupiny definovaných odlišnou sexuální orientací nebo genderovou identitou. Pachatel tohoto aktu se snaží pomocí nuceného pohlavního styku dosáhnout změny sexuální orientace oběti na heterosexuální nebo o standardizaci její genderové identity na stereotypní.
Termín nápravné znásilnění má původ v Jižní Africe, která je proslulá případy nápravného znásilňování lesbických žen. Známou obětí je Eudy Simelanová, která byla během něj zavražděna, a Zoliswa Nkonyanová. Ačkoli některé země přijaly zákony chránící LGBT komunitu, nápravné znásilňování bývá často přehlíženo.

## Rizikové faktory a motivy pachatelů
Nápravné znásilnění je považováno za zločin z nenávisti. Nicméně kvůli převládající homofobii a heteronormativitě nebývají zločiny motivované jinou sexuální orientací nebo genderovou identitou oběti na rozdíl od jiných (rasa, pohlaví, třída, věk atd.) často uznávány autoritami. Podle jedné ze studií je příčinou tohoto stavu situace, ve které policie, justice a širší veřejnost mívají někdy sklony tiše tolerovat zločiny páchané proti homosexuálním mužům a ženám. Mezi ně patří i zmiňované nápravné znásilnění.
Někteří lidé zastávají názory, že nápravné znásilnění dokáže pomoci lidem, kteří buď nejsou heterosexuální, nebo jejich chování neodpovídá genderovým stereotypům. Zpráva ActionAid potvrzuje, že přeživší často pamatují na slova „dostaneš lekci". Pachatelé bývají často motivováni misogynií a šovinismem.
Jiné zdroje uvádí, že případy korektivního nuceného pohlavního styku mívají kořeny v morálních normách dané společnosti a diskuzích dědičnosti proti prostředí. Navzdory poznatkům široké odborné veřejnosti o biologické předurčenosti sexuální orientace, mnoho lidí zastává názor, že homosexualita (a jiné odlišnosti od heterosexuální orientace) nevzniká na genetickém či biologickém základu, a tudíž je její příčina ve vlivu daného prostředí. Z tohoto důvodu jsou pak přesvědčení, že jí lze změnit.

## Výskyt
Případy nápravného znásilňování byly zaznamenávány nejčastěji v Thajsku, Zimbabwe, Ekvádoru, Ugandě, Jižní Africe, na Jamajce a v Indii.

### Zimbabwe
Zpráva Ministerstva zahraničí USA shledala, že: „V reakci na sociální tlaky podrobují některé rodiny své LGBT členy nápravnému znásilňování a nuceným manželstvím za účelem dosažení zájmu o heterosexuální životní styl. Tyto trestné činy jsou jenom zřídka vyšetřovány policií. Mezi oběťmi převažují ženy znásilněné některým z mužských rodinných příslušníků.“ Zimbabwský novinář Anus Shaw informoval, že homosexuální ženy jsou znásilňovány muži, aby byl v nich údajně probuzen „přirozený“ heterosexuální pud. Homosexuální muži bývají zase naopak nuceni k pohlavnímu styku s ženami, aby se „vyléčili“ ze svého „vadného“ sexuálního cítění.